# Italie au Concours Eurovision de la chanson 1972
L'Italie a participé au Concours Eurovision de la chanson 1972 le 25 mars à Édimbourg (Écosse), au Royaume-Uni. C'est la 17e participation italienne au Concours Eurovision de la chanson.
Le pays est représenté par le chanteur Nicola Di Bari et la chanson I giorni dell'arcobaleno, sélectionnés par la Radio-télévision italienne (RAI) au moyen du festival de Sanremo 1972. C'est la première fois depuis 1966 et la dernière jusqu'en 1997 que l'Italie a recours au festival de Sanremo pour sélectionner son artiste et sa chanson.

## Sélection

### Festival de Sanremo 1972
Le radiodiffuseur italien, la Radiotelevisione Italiana (RAI, « Radio-télévision italienne »), sélectionne l'artiste et la chanson représentant l'Italie au Concours Eurovision de la chanson 1972 à travers la 22e édition du Festival de Sanremo,,.
Le festival de Sanremo 1972, présenté par Mike Bongiorno, Sylva Koscina et Paolo Villaggio,, a lieu du 24 au 25 février, pour les demi-finales, et le 26 février 1972, pour la finale, au Casino de Sanremo. Les chansons sont toutes interprétées en italien, langue nationale de l'Italie.
Parmi les participants au festival de Sanremo de 1972, certains ont déjà concouru ou concourront à une édition de l'Eurovision pour représenter l'Italie : Gigliola Cinquetti, lauréate de 1964 ; Bobby Solo en 1965 ; Gianni Morandi en 1970 ; Ricchi e Poveri en 1978.

#### Demi-finales

##### Non-finalistes
Les chansons sont classées par le titre, l'ordre des passages n'étant pas connu.
| Interprète            | Chanson                   | Traduction                 |
| --------------------- | ------------------------- | -------------------------- |
| Rita Pavone           | Amici mai                 | Jamais amis                |
| Pino Donaggio         | Ci sono giorni            | Il y a des jours           |
| Aguaviva (it)         | Ciao amico ciao           | Salut ami salut            |
| Anna Identici         | Era bello il mio ragazzo  | Il était beau mon fiancé   |
| Michele               | Forestiero                | Forestier                  |
| Carla Bissi           | Il mio cuore se ne va     | Mon cœur s'en va           |
| Fausto Leali          | L'uomo e il cane          | L'homme et le chien        |
| Marisa Sacchetto (it) | La foresta selvaggia      | La forêt sauvage           |
| Delia (it)            | Per amore ricomincerei    | Par amour je recommencerai |
| Angelica (it)         | Portami via               | Emmène moi                 |
| Tony Cucchiara (en)   | Preghiera                 | Prière                     |
| Bobby Solo            | Rimpianto                 | Regrêt                     |
| Roberto Carlos        | Un gatto nel blu          | Un chat dans le bleu       |
| I Nuovi Angeli        | Un viaggio in Inghilterra | Un voyage en Angleterre    |

#### Finale
Quatorze chansons participent à la finale de cette édition du festival de Sanremo le 26 février 1972. Les chansons sont classées par résultats, l'ordre des passages n'étant pas connu.
| Interprète             | Chanson                                           | Traduction                                     | Points | Place |
| ---------------------- | ------------------------------------------------- | ---------------------------------------------- | ------ | ----- |
| Nicola Di Bari         | I giorni dell'arcobaleno                          | Les jours d'arc-en-ciel                        | 343    | 1     |
| Peppino Gagliardi (it) | Come le viole                                     | Comme les violettes                            | 168    | 2     |
| Nada                   | Il re di denari                                   | Le roi des diamants                            | 141    | 3     |
| Gianni Morandi         | Vado a lavorare                                   | Je vais travailler                             | 139    | 4     |
| Gianni Nazzaro         | Non voglio innamorarmi mai                        | Je ne veux plus jamais être amoureux           | 114    | 5     |
| Delirium               | Jesahel                                           | –                                              | 105    | 6     |
| Marcella Bella         | Montagne verdi                                    | Montagnes vertes                               | 84     | 7     |
| Lucio Dalla            | Piazza Grande                                     | Grande place                                   | 68     | 8     |
| Gigliola Cinquetti     | Gira l'amore (Caro bebè)                          | L'amour tourne (cher bébé)                     | 67     | 9     |
| Donatello              | Ti voglio                                         | Je te veux                                     | 63     | 10    |
| Ricchi e Poveri        | Un diadema di ciliegie                            | Un diadème de cerises                          | 57     | 11    |
| Milva                  | Mediterraneo                                      | Méditerranée                                   | 43     | 12    |
| Lara Saint Paul        | Se non fosse fra queste mie braccia lo inventerei | S'il n'était pas dans mes bras je l'inventerai | 38     | 13    |
| Domenico Modugno       | Un calcio alla città                              | Un coup de pied à la ville                     | 28     | 14    |

Lors de cette sélection, c'est la chanson I giorni dell'arcobaleno, interprétée par Nicola Di Bari, qui fut choisie.
Le chef d'orchestre sélectionné pour l'Italie à l'Eurovision est Gian Franco Reverberi.

## À l'Eurovision
Chaque pays a un jury de deux personnes. Chaque juré attribue entre 1 et 5 points à chaque chanson.

### Points attribués par l'Italie
| 9 points | Luxembourg Portugal                                            |
| 7 points | Allemagne Royaume-Uni                                          |
| 6 points | Autriche                                                       |
| 5 points | Suisse                                                         |
| 3 points | Belgique Espagne Finlande France Irlande Monaco Pays-Bas Suède |
| 2 points | Malte Norvège Yougoslavie                                      |

### Points attribués à l'Italie
| 10 points           | 9 points                  | 8 points                | 7 points   | 6 points                                                                 |
| ------------------- | ------------------------- | ----------------------- | ---------- | ------------------------------------------------------------------------ |
|                     | - Suisse                  | - Suède                 | - Portugal | - Autriche - Belgique - Finlande - Luxembourg - Malte - Monaco - Norvège |
| 5 points            | 4 points                  | 3 points                | 2 points   |                                                                          |
| - France - Pays-Bas | - Allemagne - Yougoslavie | - Irlande - Royaume-Uni | - Espagne  |                                                                          |

Nicola Di Bari interprète I giorni dell'arcobaleno en 12e position, suivant l'Autriche et précédant la Yougoslavie.
Au terme du vote final, l'Italie termine 6e sur 18 pays, ayant obtenu 92 points au total,.